# Lauro Junkes
Lauro Junkes (Antônio Carlos, 9 de março de 1942 – Florianópolis, 20 de outubro de 2010) foi um advogado, jornalista e historiador brasileiro.

## Vida
Descendente de alemães, foi bacharel em direito, com mestrado em Literatura Brasileira e doutorado em
Teoria da Literatura.
Faleceu em 20 de outubro de 2010, de câncer, em Florianópolis. Foi sepultado no Cemitério Jardim da Paz de Florianópolis.

## Carreira
Em 23 de junho de 1983 foi empossado na cadeira 32 da Academia Catarinense de Letras.

## Publicações
- A Narrativa Cinematográfica, 1979
- Presença da Poesia em Santa Catarina, 1980
- O Leão Faminto, 1982
- Aníbal Nunes Pires e o Grupo Sul, 1983
- O Faro da Raposa, 1983
- O Mito e o Rito – Uma Leitura de Autores Catarinenses, 1987
- A Literatura de Santa Catarina – Síntese Informativa, 1992
- Autoridade e Escritura, 1997
- De Pedro a João Paulo II, 2000
- Açores – Travessias, 2003

Organizador de obras de autores catarinenses:
- Canção das Gaivotas (contos de Virgílio Várzea), 1985
- Os Melhores Poemas de Luiz Delfino, 1991
- Teatro Selecionado de Horácio Nunes, 1999
- Poesia Completa de Luís Delfino (2 volumes), 2001
- Contos Completos de Virgílio Várzea (dois volumes), 2003
- Poesia Reunida & Outros Textos, de Maura de Senna Pereira, 2004
- Assembléia das Aves & Outros poemas, de Marcelino Antônio Dutra, 2006
- Textos Críticos, de Altino Flores, 2006
- Obra Completa de Cruz e Sousa – Volume I Poesia e Volume II Prosa, 2008
- Minutos de Mar, de Manoel dos Santos Lostada, 2008
- Praias da Minha Terra & Outros Poemas, de Juvêncio de Araújo Figueredo, 2008
- Obra Completa, de Delminda Silveira, 2009